# نبرد رود وزر
نبرد رود وِزِر در سال 16 میلادی میان نیروهای امپراتوری روم به فرماندهی امپراتور تیبریوس و ولیعهد ژرمانیکوس از یک طرف و اتحادیه قبایل ژرمن به فرماندهی آرمینیوس در طرف دیگر درگرفت که منجر به پیروزی روم و پایان عملیات سه ساله ی ژرمانیکوس بر ضد ژرمن ها گردید.